# David L. Rabinowitz
David Lincoln Rabinowitz, född 1960, är en amerikansk astronom på Yale University. Han har specialiserat sig Kuiperbältet och de yttre solsystemet. 
Asteroiden 5040 Rabinowitz är uppkallad efter honom.
Tillsammans med Michael E. Brown och Chad Trujillo har han upptäckt flra transneptunska objekt:
| Namn        |
| ----------- |
| 90377 Sedna |
| 90482 Orcus |
| 136199 Eris |
| Makemake    |
| Haumea      |

Rabinowitz har själv funnit ett objekt i solsystemet:
| Namn        |
| ----------- |
| 5145 Pholus |